# Гастрошизис
Гастрошизис (греч. γαστροσχίσις, от gástro ~, «желудок ~, живот ~» и s-chísis/s-chísma, «расщепление») — врождённый дефект передней брюшной стенки, при котором через расщелину из брюшной полости выпадают петли кишечника (а иногда и другие органы). Возникает во время внутриутробного развития спонтанно на месте стыка пупка и нормальной кожи, чаще справа. В отличие от омфалоцеле, не включает в себя пуповины (отмечается нормальное прикрепление пуповины сбоку от гастрошизиса) и органы не покрыты париетальной брюшиной и амнионом.
Частота гастрошизиса 1:10 000 родов.

## Причины
Молодой возраст матери, инфекции, курение, наркомания и все факторы, которые могут вызвать низкий вес плода повышают частоту гастрошизиса. Риск возникновения гастрошизиса у новорождённых от курящих беременных, на 50 % выше по сравнению с беременными, которые не курят.
В недавнем исследовании было выявлено влияние изменения отцовства (рождение детей от разных мужчин), как фактор повышенного риска возникновения гастрошизиса. Считают, что иммунная система матери может играть определённую роль в развитии гастрошизиса.

## Генетика

Гастрошизис как врождённый порок может наследоваться по аутосомно-рецессивному типу. Но иногда может быть спорадической мутацией, иногда никак не связанной с генными мутациями, а иногда может наследоваться по аутосомно-доминантному типу. (мультифакторное наследование).

## Эмбриология
Порок формируется между 5 и 8 неделями эмбрионального развития. На четвёртой неделе беременности боковые складки тела движутся в сторону живота и сливаются по срединной линии образуя переднюю брюшную стенку. Неполное слияние является причиной выступания петель кишечника через образовавшуюся расщелину.

## Сопутствующие пороки развития
В отличие от омфалоцеле сопутствующие пороки развития при гастрошизисе встречаются только со стороны кишечника, чаще всего это — атрезия кишечника, то есть непроходимое заращение кишки. Кроме того может быть врождённый короткий кишечник, отсутствие дифференциации на тонкий и толстый кишечник, недостатки ротации и фиксации, и другие. У всех детей с гастрошизисом имеет место аномальное прикрепление брыжейки тонкого кишечника.

## Диагностика
Гастрошизис, как правило, диагностируют уже пренатально при УЗИ. Уровень альфа-фетопротеина всегда повышен. Беременной могут быть предложены генетическая консультация и дальнейшее генетическое тестирование, амниоцентез.
После рождения видно типичное для порока развитие передней брюшной стенки с выпавшими петлями кишечника. Пуповина прикреплена нормально сбоку.

## Лечение
Беременная с установленным гастрошизисом у плода должна наблюдаться соответствующими специалистами для того, чтобы вовремя заметить спонтанное уменьшение отверстия брюшной стенки. Поскольку кишечные петли размещены снаружи от брюшной полости плода в околоплодных водах, они могут повредиться из-за присутствия в околоплодных водах детских выделений. Роды часто проводят путём кесарева сечения. Роды должны проводиться в центре с отделениями интенсивной терапии новорождённых и детской хирургии.
Роды чаще проводят раньше запланированного срока. При выборе времени родоразрешения нужно взвесить два момента: максимальная зрелость новорождённого и минимальное повреждение органа.
Спонтанное уменьшение отверстия может привести к пережиманию кровеносных сосудов выпавших петель кишечника и дальнейшему повреждению. В течение первых часов после рождения проводят хирургическое вмешательство у новорождённых детей, чтобы предупредить развитие инфекции в размещённом вне брюшной стенки кишечнике.
Последнее время практикуют накрытие выпавших петель кишечника стерильным пластиковым пакетом, герметично прикреплённым к передней брюшной стенке, и подвешивание его над ребёнком. В течение нескольких дней петли кишечника сползают в брюшную полость, и отверстие можно без проблем зашить с минимумом швов. Несмотря на иногда значительный объём выпавших внутренних органов, расщелина часто небольших размеров и не бывает больше 4 см.
Если оперативное вмешательство проводится сразу, то петли кишечника вкладываются в брюшную полость, и брюшную стенку зашивают. Иногда брюшная полость является слишком малой, чтобы поместить туда весь кишечник. Тогда для пластики используют чужеродный материал, который позже при следующих оперативных вмешательствах удаляется.
Среди новых направлений предлагают осуществлять обмен околоплодных вод для того, чтобы уменьшить концентрацию веществ, которые повреждают петли кишечника.

## Прогноз
Послеоперационное длительное парентеральное питание часто является проблемой, которая иногда длится несколько недель. В течение этого времени дети должны получать все необходимые составляющие питания путём инфузии.
С развитием хирургии в современных условиях и интенсивной терапии смертность младенцев уменьшилась до 30 % (в некоторых клиниках мира до 10 %). Общий прогноз для успешно прооперированных детей благоприятный.